# 乔丹·霍华德
乔丹·以赛亚·霍华德（1996年1月6日—）為波多黎各男子籃球運動員，現效力於中国男子篮球职业联赛宁波富邦。
2019年7月22日，霍华德與韓國籃球聯賽高陽獵戶座簽約。12月24日，霍华德被阿德里安·乌特頂替。2020年1月29日，瓜亚马奇才宣布簽下霍华德。2021年10月3日，霍华德重返瓜亚马奇才參加季後賽。
2023年8月4日，奧布拉多伊洛簽下霍华德。2024年5月23日，霍华德向馬納蒂熊報到。9月15日，霍华德與中国男子篮球职业联赛宁波富邦完成簽約。

## 外部連結
- 乔丹·霍华德在fiba.basketball（英语）
- 乔丹·霍华德在NBA G聯盟（英语）
- 乔丹·霍华德在西班牙篮球甲级联赛（球員）（西班牙语）
- 乔丹·霍华德在法國籃球甲級聯賽（法语）
- 乔丹·霍华德在中国男子篮球职业联赛
- 乔丹·霍华德在韓國籃球聯賽（英语）
- 乔丹·霍华德在Basketball-Reference.com（NBA G聯盟）（英语）
- 乔丹·霍华德在Basketball-Reference.com（國際）（英语）
- 乔丹·霍华德在Sports-Reference.com（NCAA）（英语）
- 乔丹·霍华德在Eurobasket.com（球員）（英语）
- 乔丹·霍华德在Proballers（英语）
- 乔丹·霍华德在RealGM（英语）
- 乔丹·霍华德在中国篮球数据库
- 乔丹·霍华德在Olympics.com（英语）
- 乔丹·霍华德在Flashscore（英语）